# L'Armée des ombres (roman)
Pour les articles homonymes, voir L'Armée des ombres (homonymie).
L'Armée des ombres est un roman de Joseph Kessel, paru à la fin de l'année 1943 à Alger, alors en France combattante. Il est inspiré des nombreux témoignages de résistants français — bien que tous les noms et les lieux aient été changés pour les protéger — que Kessel, alors membre des Forces françaises libres, recueille depuis son exil à Londres en 1940,.

## Résumé

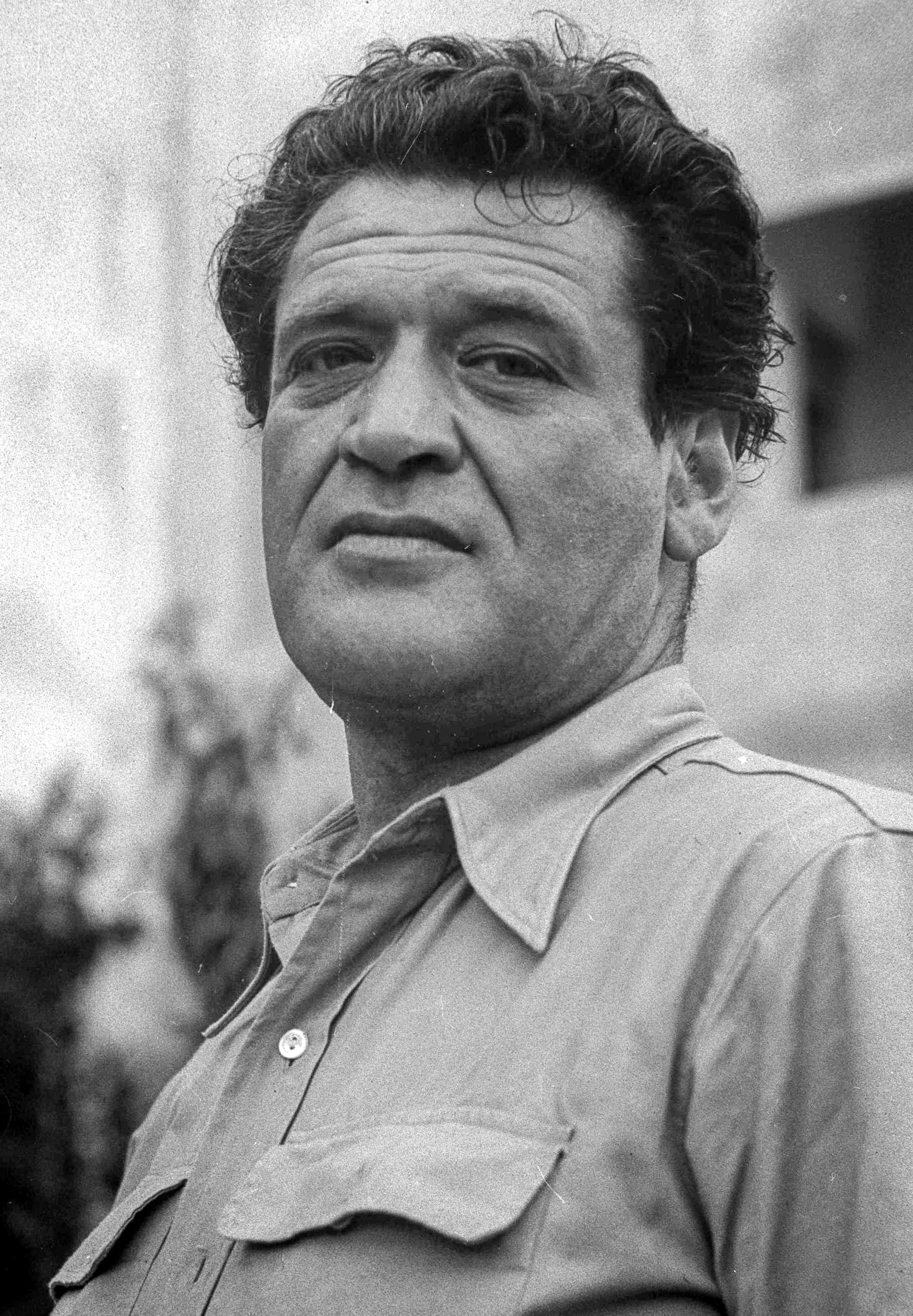
Joseph Kessel en 1948.

On y découvre un récit fait d'anecdotes et d'histoires individuelles de résistants, avec pour narrateur principal un cadre de la résistance nommé Philippe Gerbier. L'ouvrage dépeint les problématiques auxquelles font face les réseaux clandestins (actions contre l'occupant allemand, communications, réception d'équipement parachuté, arrestations, etc.), mais aussi le quotidien des Français de l'époque (rationnement, rafles, travail forcé, etc.).
L'Armée des ombres serait selon Kessel une commande du général de Gaulle, qui lui aurait demandé « d’écrire un livre pour apprendre au monde ce qu’est la résistance française ». Trop âgé pour participer aux opérations militaires de la Résistance, l'auteur prête ainsi sa plume à la lutte. Il est d'ailleurs l'un des auteurs du « Chant des partisans », hymne de la Résistance, écrit avec son neveu Maurice Druon.
Le livre a été adapté au cinéma en 1969 par Jean-Pierre Melville, lui-même ancien résistant, dont le tout premier film avait été l'adaptation du Silence de la mer. Ce film, avec Lino Ventura dans le rôle principal, a connu un grand succès autant critique que public avec 1,5 million d'entrées.